# Na-Druk-Geluksbrug
De Na-Druk-Geluksbrug (brugnummer 696) is een vaste brug in Amsterdam.
De brug zorgt voor de verbinding tussen het Burgerweeshuispad en het terrein rondom het Olympisch Stadion. Het overspant hier de Stadiongracht. De brug kent geen openbaar vervoer, maar is wel geschikt voor alle verkeer, al is dat alleen toegestaan in noordelijke richting. De witte brug is een ontwerp van René van Zuuk en heeft het van hem bekende stijlelement de (vloeiende) golfvorm in zich. Opvallend is dat het voetpad aan de westkant halverwege zich van de hoofdconstructie afsplitst om later weer samen te vloeien. De architect wilde zo ervoor zorgen dat de voetganger meer aandacht kreeg voor de omgeving, dan puur voor de brug en er zou meer binding zijn met het onderliggende water. Dat voetpad is los van de brug geconstrueerd, want het heeft ook een ander hellingspercentage. Bovendien kent de brug als verlichting led-strips in plaats van lantarenpalen.
De brug is genoemd naar de hoeve "Na-Druk-Geluk" (na gedane arbeid is het goed rusten) die hier tot de eindjaren twintig stond. Het geheel werd toen afgebroken om plaats te maken voor genoemd stadion. De brug is echter veel jonger, ze is aangelegd tussen 2004 en 2010. Toen werd het terrein rondom het Olympisch Stadion grondig aangepast aan de moderne tijd.
<<< · 600 · 601 · 602 · 603 · 604 · 605 · 606 · 607 · 608 · 609 · 610 · 611 · 612 · 613 · 614 · 615 · 616 · 617 · 618 · 619 · 620 · 621 · 622 · 623 · 624 · 626 · 627 · 628 · 629 · 630 · 631 · 632 · 633 · 634 · 635 · 636 · 637 · 638 · 639 · 643 · 651 · 652 · 653 · 655 · 656 · 657 · 658 · 659 · 660 · 661 · 662 · 663 · 664 · 665 · 666 · 667 · 668 · 669 · 670 · 671 · 673 · 674 · 675 · 676 · 677 · 678 · 679 · 681 · 682 · 683 · 684 · 685 · 687 · 688 · 689 · 690 · 691 · 692 · 695 · 696 · 699 · >>>
Verdwenen brugnummers: 625 (afgebroken brug Sam van Houtenstraat), 640, 644, 645, 646, 647, 648, 650, 672 (duiker Cornelis Lelylaan, Rembrandtpark), 694, 698.
Nooit gebouwd: 649, 680 (nooit gebouwde brug Sloterplas).
Brugnummers 641, 642, 654, 686, 693, 694 en 697 zijn onbekend.